# Kijany (województwo świętokrzyskie)
Kijany – wieś sołecka w Polsce położona w województwie świętokrzyskim, w powiecie kazimierskim, w gminie Bejsce.
Według danych z 2011 roku gminę zamieszkiwały 163 osoby. Z tego 49,7% mieszkańców stanowią kobiety, a 50,3% ludności stanowią mężczyźni. Całą miejscowość zamieszkuje 3,8% mieszkańców gminy..
W latach 1975–1998 miejscowość administracyjnie należała do województwa kieleckiego.
| SIMC    | Nazwa             | Rodzaj             |
| ------- | ----------------- | ------------------ |
| 0227070 | Księża Strona     | część miejscowości |
| 0227086 | Peperówka         | część miejscowości |
| 0227092 | Szlachecka Strona | część miejscowości |